# Carnoy-Mametz
Carnoy-Mametz – gmina we Francji, w regionie Hauts-de-France, w departamencie Somma. W 2016 roku liczba ludności wynosiła 291 mieszkańców. 
Gmina została utworzona 1 stycznia 2019 roku z połączenia dwóch ówczesnych gmin: Carnoy oraz Mametz. Siedzibą gminy została miejscowość Mametz. 